# Professeur Burp
Le professeur Burp est un personnage de bande dessinée français, créé par Marcel Gotlib dans la célèbre Rubrique-à-brac, et paru dans le magazine Pilote. Il se trouve être le spécialiste des questions animales.

## Le personnage
Présentateur de la partie zoologique de la  R.A.B., le professeur Burp rencontre au fil de ses exposés différents animaux, dont il brosse le portrait au lecteur, avec ironie et le moins possible de vérité. Son travail n'est pas très scientifique, puisque l'auteur invente une grande partie des informations : Jean-Claude Killy a volé sa technique de demi-tour avec des skis aux kangourous, l'hippopotame est un animal joueur qui adore se déguiser en éléphant, le cochon est une source d'énergie électrique, la hyène est un animal très sensible, le chat siamois incarne « tous les mystères de l'Orient, les gars » (sic), etc.
À noter que dans le dernier sketch de R.A.B avec le professeur Burp, ce dernier meurt, dévoré par un chat.
Il termine ainsi comme victime de la science. Il était à  la zoologie ce que le Commissaire Bougrel était à la police.

## Détails
- Burp signifie « rot » en anglais.